# Comando de la Aviación Naval (Argentina)
El Comando de la Aviación Naval (COAN) es un comando de la Armada Argentina encargado de la conducción de la rama aérea de dicha fuerza. Su sede se encuentra en la Base Naval Puerto Belgrano y depende del Comando de Adiestramiento y Alistamiento de la Armada.
Fue creado el 24 de noviembre de 1947 cuando la Dirección General de Aviación Naval pasó a llamarse Comando de la Aviación Naval.

## Historia
La Aviación Naval de la Armada Argentina se encuentra desplegada a lo largo del territorio nacional con asiento en las distintas bases aeronavales, para poder cumplir con su misión de proteger el patrimonio argentino volando sobre el mar.
Apenas comenzada la actividad aérea a escala mundial, la Armada Argentina, al igual que las principales Armadas del mundo, priorizó tener un ojo elevado que ampliara el horizonte sobre el mar como complemento indispensable de las operaciones navales. Ya en 1912 el Teniente de Fragata Melchor Escola obtuvo su brevet de vuelo, siendo el primer militar del país en lograrlo.
En 1916 se creó formalmente la Aviación Naval que utilizó sus medios inicialmente los más livianos que el aire y luego aeronaves de madera enteladas, para incorporar capacidades a la Flota de Mar, cumpliéndose con las primeras ejercitaciones integradas con buques en 1919. El incipiente Poder Naval Integral fue logrando hitos transcendentales a nivel mundial y local, entre ellos, el primer vuelo de una aeronave argentina en la Antártida en 1942, el primer vuelo desde el continente a la Antártida en 1952 y la llegada al Polo Sur de dos DC-3 navales en 1962, siendo los primeros aviones argentinos en cumplir dicha proeza; entre otros hechos. El 17 de junio de 1955, tras el Bombardeo de la Plaza de Mayo —ejecutado por la Aviación Naval—, este comando fue disuelto por decreto del presidente Perón (Decreto N.º 9415).No obstante, el gobierno de la revolución libertadora derogo dicho decreto. 
Con la incorporación del Portaaviones ARA “Independencia” en 1958, la Flota de Mar adquirió un perfil operativo de avanzada, proyectando las aeronaves de la Armada en todo nuestro Mar Argentino. En 1968 el ARA “25 de Mayo” reemplazó al "Independencia" y dio continuidad a la operación embarcada de ala fija de la Armada Argentina en Sudamérica. 
El único cliente de exportación del F9F Cougar fue Argentina, que también utilizó Grumman F9F Panther. Dos entrenadores F9F-8T fueron adquiridos en 1962 para la Aviación Naval, y sirvieron en ella hasta 1971. La Armada Argentina, tras varios intentos fallidos, consiguió adquirir los ejemplares gracias a un error burocrático de designación, pero los Estados Unidos rehusaron enviar partes de repuesto en los años siguientes. El Cougar fue el primer avión en romper la barrera del sonido en Argentina. El Comando de Aviación Naval de la Armada Argentina también adquirió los Panther F9F-2B ya retirados de la US Navy como reemplazo de los F-4U Corsair. Los primeros 10 aviones llegaron a bordo del ARA B-6 Bahía Buen Suceso, en agosto de 1958. Otros cuatro ejemplares se compraron como repuestos. El primer ejemplar fue dado de alta el 27 de noviembre de 1958 siendo asignado a la 1.ª Escuadrilla Aeronaval de la 2.ª Escuadra Aeronaval. Al año siguiente todos los F9F-2B son transferidos a la 3.ª Escuadra Aeronaval con base en Punta Indio.
Como las catapultas del único portaaviones argentino ARA Independencia (V-1) no eran lo suficientemente poderosas como para lanzar al Panther, los aviones tuvieron que operar desde bases terrestres. Los Panther argentinos estuvieron involucrados en la movilización general de 1965, durante los choques fronterizos con Chile, pero no hubo ningún combate. El desgaste y la falta de repuestos se tradujo en la baja de aviones a partir de 1968. Fueron reemplazados por A-4Q Skyhawks y Aermacchi MB-326GB. El último vuelo de los Panther fue el 3 de marzo de 1970. 

### Guerra de las Malvinas
El 23 de marzo de 1982 la Junta Militar ordenó mediante el Acta N.º 4 «M»/82 la recuperación de las islas Malvinas. Para lograr esto, el Comando de la Aviación Naval formó tres grupos aeronavales, el Costero, el Insular y el Embarcado. El 2 de abril de 1982 una fuerza conjunta de la Armada, el Ejército y la Fuerza Aérea Argentina ejecutó la Operación Rosario recuperando las islas Malvinas y Georgias del Sur.

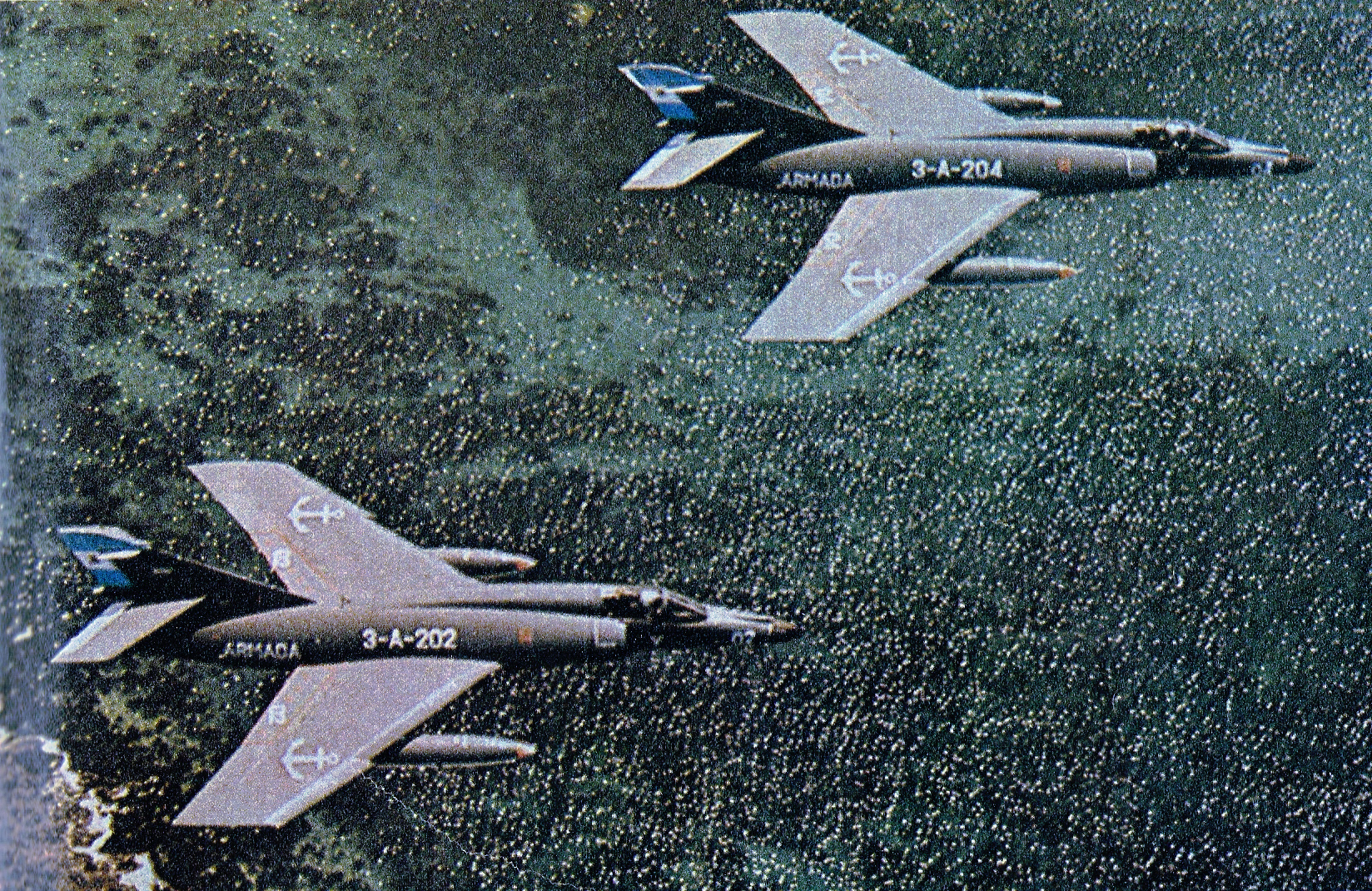
Super Étendard 3-A-202 y 3-A-204 en 1982. El 02 participó en el ataque al portacontenedores Atlantic Conveyor; y el 03 participó en la operación contra el destructor Sheffield.

## Organización
El COAN está compuesto por tres fuerzas aeronavales (FAE1, FAE2 y FAE3) y el Servicio de Seguridad Aeronaval.

## Actualidad
- En mayo de 2019 arribó a la Argentina el lote de cinco SEM, comprado en Francia para revitalizar los SUE.[9]
- En 2022 se decidió adquirir dos helicópteros navales Sikorsky S-61R recorridos en Estados Unidos.
- En 2023 se incorporó dos aviones livianos Beechcraft TC-12B Huron, comprados a la Armada de los Estados Unidos.[10]
- En 2023 se decidió adquirir cuatro aviones de exploración de largo alcance Lockheed P-3C Orion, comprados en Noruega. El 19 de septiembre de 2024 arribó el primer ejemplar (6-P-57). Así el COAN dispone de cuatro P-3B[11] y un P-3C, aguardando la entrega de dos P-3C adicionales y un P-3N.[12]
- Para sustituir a los viejos helicópteros livianos Aérospatiale AS-555SN Fennec, se decidió la compra de cuatro helicópteros livianos Leonardo AW109SP en Italia.[13]

## Aeronaves

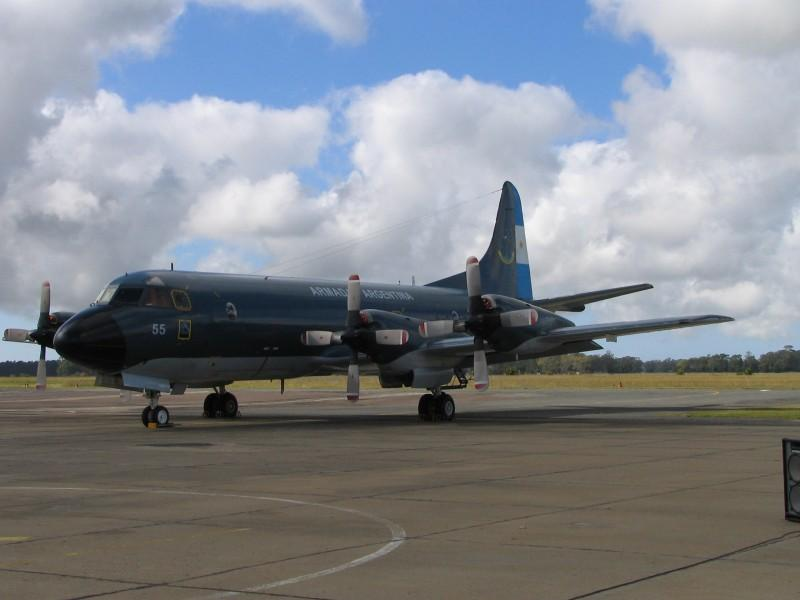
P-3B 6-P-55

| Modelo                          | Proveedor              | Año de incorporación | Unidad | N.º de aviones |
| Caza                            | Caza                   | Caza                 | Caza   | Caza           |
| ------------------------------- | ---------------------- | -------------------- | ------ | -------------- |
| Dassault Super Étendard SUE/SEM | Francia                | 1980                 | EA32   | 11             |
| Exploración                     |                        |                      |        |                |
| Lockheed P-3B/C Orion           | Estados Unidos Noruega | 1997                 | EA2E   | 5 (+ 3)        |
| Grumman S-2T Turbo Tracker      | Estados Unidos         | 1964                 | EA2S   | 4              |
| Transporte                      |                        |                      |        |                |
| Beechcraft TC-12B Huron         | Estados Unidos         | 2022                 | EA6V   | 2              |
| Beechcraft B-200                | Estados Unidos         | 1978                 | EA6V   | 8              |
| Fairchild PL-6A Turbo Porter    | Suiza                  | 1971                 | APFT   | 1              |
| Entrenadores                    |                        |                      |        |                |
| Beechcraft T-34C1 Turbo Mentor  | Estados Unidos         | 1978                 | ESAN   | 10             |
| Helicópteros                    |                        |                      |        |                |
| Sikorsky S-61D/ASH-3D Sea King  | Estados Unidos         | 1972                 | EA2H   | 8              |
| Aérospatiale AS-555SN Fennec    | Francia                | 1996                 | EA1H   | 4              |
| Leonardo AW-109SP               | Italia                 | 2025                 | EA1H   | 0 (+ 4)        |